# Mecyna joannisalis
Mecyna joannisalis là một loài bướm đêm trong họ Crambidae.